# Ermelinda de Meldert
Ermelinda de Meldert (Lovenjoel, Bèlgica, 510 - Meldert, 590), fou una eremita del Brabant. És venerada com a santa per diverses confessions cristianes. La seva festa és el 29 d'octubre.
Els seus pares eren rics castellans i la volien casar, però va refusar-ho i finalment li van permetre seguir la seva vocació. Es va retirar a unes terres que li donaren els pares i va dedicar la vida a fer caritat als pobres, vivint en una ermita, probablement prop de Beauvechain. Després va construir una ermita a Meldert on va passar la resta de la vida pregant i mortificant-se.
Si bé en algunes fonts es diu que era germana de sant Emebert, això és impossible cronològicament.

## Veneració
A la parròquia de Meldert, dedicada a Santa Ermelinda, hi ha un reliquiari amb les restes de la santa. Cada cinc anys les relíquies es presenten als devots. El dimarts de Pentecostes a Meldert se celebra una processó en honor de Santa Ermelinda. També és venerada a Moergestel, al Brabant del Nord (Holanda), on va obrir-se un parc dedicat a la santa el 2008.